# Business Finland
Business Finland es un organismo público finlandés encargado de la promoción y financiación de la investigación aplicada, del desarrollo tecnológico y de la innovación en Finlandia. Tekes se creó en 1983, dependiendo del Mº de Industria y Comercio, para ayudar a transferir a las empresas las innovaciones de la universidad y para catalizar la investigación y las innovaciones en las mismas empresas.
A principios de 2018, Finpro, que ofrece servicios de internacionalización, inversión y promoción turística, y Tekes se fusionaron en un nuevo operador llamado Business Finland.

## Tekes
Tekes fue el principal inversor público en investigación aplicada e industrial en Finlandia, a la vez que estimula el trabajo entre las instituciones científicas y las empresas a través de redes, incentiva la cooperación tecnológica y la competencia empresarial, fomenta la internacionalización de las empresas y financia la creación de empresas basadas en el conocimiento (spin off). Todo ello con los objetivos estratégicos de fortalecer la base científica de Finlandia, aumentar el número de empresas tecnológicas o que inviertan en investigación y desarrollo, comercializar los resultados de la investigación y garantizar el uso más eficaz de los esfuerzos de todos los implicados en investigación.
La agencia tiene su sede en Helsinki pero cuenta con 14 agencias regionales y seis en el extranjero. El principal objetivo de dichos centros es estar en contacto cercano con los empresarios y el talento innovador en el país. Asimismo, TEKES tiene oficinas en Pekín, Bruselas, Tokio, San José, Silicon Valley y Washington D. C..
Originalmente contaba con 20 funcionarios, hoy son más de 300, de los que 150 son expertos en tecnología y negocios. La mayoría de ellos trabajan en las dependencias de Helsinki, dedicados principalmente a la evaluación de las postulaciones para el financiamiento de proyectos, programas tecnológicos y a asesorar a los interesados en presentar dichos proyectos.
El presupuesto anual de TEKES es de 500 millones de euros provenientes del presupuesto nacional, vía Ministerio de Comercio e Industria, los que son canalizados a través de 2000 proyectos. Los clientes de TEKES alcanzan aproximadamente unas 2000 empresas, prácticamente todas las universidades y centros de investigación finlandeses (de 700 a 900), así como una creciente red internacional. TEKES ofrece a sus socios extranjeros la posibilidad de transformarse en actores en el campo tecnológico en Finlandia. TEKES financia normalmente la mitad del coste de los programas.
En los últimos 20 años Tekes ha participado o contribuido al desarrollo de mil inventos destacados, a la creación de cientos de nuevas empresas, de doscientos mil puestos de trabajo directos e indirectos
Tekes trata aproximadamente 6.000 casos de empresas al año La selección de proyectos para su financiación es la base de las operaciones de TEKES. Los servicios de financiación son canalizados a través de proyectos de investigación y desarrollo llevados a cabo por empresas, institutos de investigación y universidades. Las compañías son alentadas a contactar a la agencia en las etapas iniciales de su planificación para investigación y desarrollo, de modo que los expertos de TEKES puedan prestar asesoría. La agencia no obtiene beneficios económicos por sus servicios ni reclama para sí ningún tipo de propiedad intelectual. Una vez terminado el proceso de presentación de proyectos, éstos son evaluados internamente por los expertos de TEKES. Luego, la agencia asigna a cada uno de ellos un experto para realizar su seguimiento.
La preparación y planificación de programas se realiza conjuntamente entre TEKES, la industria e
institutos de investigación. Se realizan “workshops” preparatorios y finalmente TEKES toma la decisión. Cada programa tecnológico tiene un responsable en TEKES y cuenta con un equipo
responsable. TEKES financia aproximadamente el 50% de los proyectos y el restante 50% lo
aportan las empresas participantes. El volumen de los programas varía entre 10 y 120 millones de
euros. La evaluación de proyectos se realiza normalmente por expertos externos a TEKES.
Las ayudas puede ser a través de créditos blandos o subsidios, dependiendo del grado de desarrollo del proyecto, así como de su calidad intrínseca.
TEKES ofrece subsidios, préstamos de capital y préstamos industriales. Las ayudas son ofrecidas de acuerdo con los siguientes parámetros:
- Subsidios industriales para investigación y desarrollo cubren desde el 15% al 50% de los costos concursables
- Préstamos de capital para investigación y desarrollo cubren desde 35% a 60% de los costos concursables.
- Préstamos industriales para investigación y desarrollo cubren desde 45% a 70% de los costos concursables.
Pueden combinarse distintas modalidades de ayudas en un mismo proyecto.
En caso de los institutos de investigación y universidades, las ayudas para investigación y desarrollo cubren desde el 50% al 100% de los costos. Los subsidios están directamente destinados al trabajo de investigación y desarrollo realizados por estas instituciones. Normalmente, los proyectos son desarrollados en cooperación con empresas.
Los organismos extranjeros pueden recibir financiación si están inscritos en Finlandia. Compañías extranjeras con actividades de investigación y desarrollo no necesitan socios finlandeses para optar a financiamiento. Sin embargo, las actividades financiadas deben contribuir a la economía finlandesa.
TEKES está permanentemente buscando nuevas áreas que aparezcan atractivas y donde un esfuerzo colaborativo pueda llevar al éxito. En esos casos, se ponen en práctica programas especialmente diseñados para reunir a los mejores actores en ese campo con el propósito de alcanzar la meta común.
En 2003 participaron 1.620 empresas en los programas de Tekes, que fue destinaría del 28% de los gastos investigación del gobierno finlandés. El 60% del presupuesto fue para ayudas a empresas, de ellos el 32% en forma de crédito y el 68% restante en forma de subvención a la I+D.
Durante el periodo 2002-2007 ha existido un incremento de 300 millones de euros en gastos de I+D a los que sumar otros 105 millones de euros para financiar la Universidad. De este presupuesto ha correspondido a TEKES 120 millones de euros.
El presupuesto en 2004 fue de 432 millones de euros.
A finales de 2006 existían más de veinte programas tecnológicos en curso, en los que participaban 2.000 empresas y más de 500 grupos de investigación.

## Programas
- Programa del Profesor Distinguido (FiDiPro)

La Academia de Finlandia y Tekes, la agencia finlandesa de financiación de la tecnología y la innovación han lanzado un nuevo programa de 17,5 millones de euros destinado a atraer hacia Finlandia a los mejores cerebros del ámbito internacional. El objetivo del programa es elevar el nivel de conocimiento científico y tecnológico y de conocimientos especializados en Finlandia y añadir un componente más internacional al sistema de investigación finlandés.
En 2006, se pidió a las universidades y a la investigación finlandesas que definieran sus áreas de competencia y determinaran todos aquellos investigadores extranjeros o finlandeses expatriados que pudieran seguir creando excelencia en estas áreas. De un total de 100 investigadores finalmente fueron seleccionados 24 candidatos.
- Programa de nanociencia y nanotecnología (FinNano)

Este programa fue lanzado por Tekes en 2005. La duración del programa es de cinco años y se prevé la financiación de investigaciones y aplicaciones de nanociencia y nanotecnología por un valor global de €55. Se calcula que el sector industrial invertirá unos €25 millones en el programa, lo que supone una inversión global de aproximadamente €80 millones.
El objetivo del programa de nanotecnología es estudiar, explotar y comercializar nanosistemas y avances científicos dentro del campo de la nanociencia y nanotecnología. Se han fijado tres campos prioritarios para la convocatoria:
1. Nanomateriales innovadores
2. Nanosensores y nanoactuadores
3. Nuevas soluciones basadas en la nanoelectrónica.
En el marco de este programa se ha puesto en marcha una iniciativa de colaboración con China para la investigación y el desarrollo (I+D) de la nanotecnología.El acuerdo de cooperación se alcanzó durante una reunión que tuvo lugar en Pekín a principios de 2006. Además, una delegación oficial de China se desplazó a Helsinki a finales de marzo para asistir al congreso de nanotecnología del norte de Europa organizado en el marco del Año de la Ciencia y la Tecnología para China y la UE. Una delegación de Finlandia ha devuelto la visita en junio durante el acontecimiento de China Nano 2007.
Durante los últimos años, Tekes trabaja para tender puentes entre las comunidades de investigación de Finlandia y China; tiene oficinas en Pequín y Shanghái, así como acuerdos de cooperación con las provincias más potentes de China en materia de I+D. Gran parte de la página web de Tekes ha sido traducida al chino.
La delegación de Tekes en China se está ocupando en construir en aquel país plataformas destinadas a las empresas y a la comunidad de investigación de Finlandia y la nanotecnología es uno de los ámbitos más recientes.

## Organizaciones equivalentes en otros países
- España: Centro para el Desarrollo Tecnológico Industrial (CDTI)
- Francia: Agencia de Innovación Industrial (AII) Archivado el 24 de diciembre de 2007 en Wayback Machine.

## Finlandia:Indicadores de Innovación
- Según el ranking de capacidad nacional de innovación realizado por el prestigioso Profesor Michael Porter de Harvard Business School, Scott Stern de Northwestern University y el Consejo Nacional de Investigaciones Económicas de los EE. UU. (ver National Innovative Capacity Index, 2003) Finlandia ocupa el segundo puesto, sorprendente dado su tamaño y población (5,2 millones de habitantes).